# Casti
I Casti (The Chaste) sono un'organizzazione immaginaria dei fumetti creata da Frank Miller (testi) e Klaus Janson (disegni) pubblicata dalla Marvel Comics. La loro prima apparizione avviene in Daredevil (Vol. 1) n. 187 (ottobre 1982).
Mistico ordine ninja nato al solo scopo di opporsi alla Mano, i membri dei Casti si contraddistinguono per le loro vesti bianche, utilizzano nomi in codice, sono esperti di ninjitsu e praticano arti magiche tanto potenti da conferire loro poteri soprannaturali.

## Storia
Dopo che la Mano, nata come coalizione di samurai dedita a riconsegnare il potere politico ai giapponesi, viene corrotta da un clan ninja affiliatovi, la Radice del Serpente, che ne assume il controllo assassinandone il fondatore, il più fedele discepolo di quest'ultimo, Izo (イゾウ?, Izō), fonda un altro ordine ninja, i Casti, votato al solo scopo di opporsi alle mire della setta occulta e del demone primordiale da essi venerato, "La Bestia". Stabilitisi in un luogo remoto e selvaggio cui si può accedere solo risalendo lo strapiombo noto come "Il Muro", i Casti si mantengono puri e immacolati da ogni sorta di male ed utilizzano la scalata del Muro come esame d'ammissione all'interno dell'ordine.
Con gli anni, il comando dei Casti passa da Izo a Stick, che si occupa dell'addestramento di Matt Murdock (Devil), considerato membro onorario del gruppo. Quando però, in seguito a uno scontro con la Mano per le strade di Hell's Kitchen, Stick sacrifica la propria vita per sconfiggere i ninja avversari l'ordine, apparentemente, si scioglie, sebbene i singoli membri continuino a opporsi alla Mano.

## Membri
- Izo: cinquecentenario ninja cieco e fondatore dei Casti.
- Stick: maestro di arti marziali cieco e leader dell'ordine ninja.
- Devil: vigilante cieco e membro onorario del gruppo.
- Stone: secondo in comando di Stick dotato di resistenza sovrumana grazie al suo ki.
- Shaft: abilissimo arciere ninja.
- Claw: guerriero ninja armato di tekagi shuko.
- Flame: guerriero ninja pirocineta.
- Star: guerriero ninja con una predilezione per gli shuriken.
- Wing: guerriero ninja capace di levitare.

## Altri media

### Cinema
- Nel film del 2005 Elektra i Casti sono alleati della protagonista.

### Televisione
- I Casti compaiono nella serie televisiva MCU Daredevil in qualità di secolari nemici della Mano; i principali membri comparsi sono Stick (Scott Glenn), Stone (Jasson Finney), Star (Laurence Mason) e Shaft (Marko Zaror) ha un cameo in The Defenders.